# Festival international du film de Stockholm 2022
Le festival international du film de Stockholm 2022, 33e édition du festival (suédois : Stockholms 33:e internationella filmfestivals), se déroule du 9 novembre au 20 novembre 2022.
Le thème annuel du festival portait sur l'Ukraine. Le 19 novembre 2022, le palmarès est dévoilé : le film Les Nuits de Mashhad d'Ali Abbasi remporte le Cheval de bronze du meilleur film, Mehdi Bajestani remportant le prix du meilleur acteur pour son rôle dans ce même film.

## Palmarès

### Compétition
- Meilleur film (Cheval de Bronze) : Les Nuits de Mashhad (Holy Spider) d'Ali Abbasi[1]
- Meilleur réalisateur ou réalisatrice : Frances O'Connor pour Emily
- Meilleur premier film : Autobiography de Makbul Mubarak
- Meilleur scénario : Guðmundur Arnar Guðmundsson pour Beautiful Beings
- Meilleure actrice : Annabelle Lengronne pour son rôle dans Un petit frère
- Meilleur acteur : Mehdi Bajestani pour son rôle dans Les Nuits de Mashhad
- Meilleure photographie : Balthazar Lab pour La Jauría
- Meilleur documentaire : All the Beauty and the Bloodshed de Laura Poitras
- Prix FIPRESCI : World War III de Houman Seyyedi

### Récompenses honorifiques
- Prix du visionnaire : Sam Mendes
- Prix pour l'ensemble de la carrière : Anthony Hopkins
- Stockholm Achievement Award : Fares Fares